# 石民英
石民英（?—?），宋朝政治人物。
官承议郎屯田员外郎。熙宁元年（1068年）知汀州。